# Дацуэ-ба
Дацуэ-ба (яп. 奪衣婆 Дацуэба)  дос. «старуха, которая снимает одежду» — старуха, которая сидит на краю реки Сандзу в Нараке — подземном мире мёртвых, согласно традиционным буддийским представлениям. У нее две основные обязанности. Согласно японскому буддийскому фольклору, когда ребенок умирает, его душа должна пересечь реку Сандзу. Традиционно, считается, что когда человек умирает он может пересечь реку в трех разных местах в зависимости от того, как они прожили свою жизнь. Однако, поскольку дети не накопили достаточно грехов, они не могут пересечь реку. На краю реки души умерших детей встречает Дацуэ-ба. Там она снимает с детей одежды и советует им построить гору из гальки, с помощью которой они смогут достичь рая. Но до того, как гора достигнет какой-либо значительной высоты, демоны из подземного мира уничтожают её и детям приходится начинать всё сначала. Традиционно, считается, что Бодхисаттва Кшитигарбха спасает детские души от необходимости целую вечность строить разрушаемую демонами гору из гальки, пряча их в своей одежде и перенося через реку. Когда душа взрослого умершего человека приходит к реке, то старуха Дацуэ-ба супруга старика по имени Кэнэо, снимает с неё одежды, а Кэнэо вешает снятое на ветви прибрежных деревьев, которые сгибаются в разной степени, в зависит от тяжести содеянных человеком грехов.

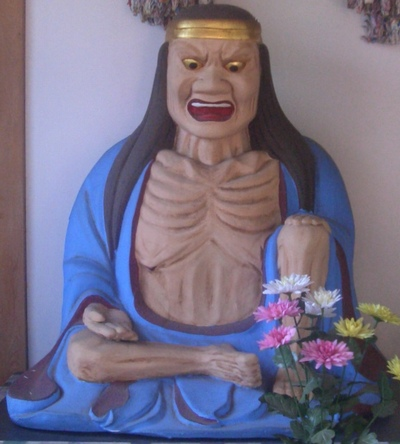
Статуя Дацуэ-ба город Кавагути

Для грешников предназначены различные уровни наказания, которые приводит в исполнение эта пара, до того как душа отправится дальше в преисподнюю. Например, ворам, Дацуэ-ба ломает пальцы, и при помощи Кэнэо привязывает голову грешника к его ногам.
Согласно другим данным, Дацуэ-ба является женой короля подземного мира, Эмма.

## Старуха Дацуэ-ба в культуре и искусстве
В японской манге и аниме сериале «Хладнокровный Ходзуки» река Сандзу, старик Кэнэо, старуха Дацуэ-ба и весь японский ад представлены в карикатурно-комедийном свете.